# Ткаченко Олександр Анатолійович (майстер-сержант)
Олекса́ндр Анато́лійович Ткаче́нко (позивний «Севас»; 5 березня 1989, м. Севастополь, Крим — 9 листопада 2023, Сумська область) — український військовослужбовець, майстер-сержант Збройних сил України, учасник російсько-української війни. Лицар ордена Богдана Хмельницького III ступеня (2023, посмертно), кавалер ордена «За мужність» III ступеня (2015).

## Життєпис
Олександр Ткаченко народився 5 березня 1989 року в місті Севастополі.
Здобув фах перукаря. Працював за спеціальністю, а потім став інструктором піших походів, водив туристів у Кримські гори.
2013 року розпочав службу в морській піхоті. Після окупації рідного Криму виїхав до Миколаєва. З початком російсько-української війни брав участь у боях за Маріуполь, села Водяне та Гранітне на Донеччині. Під час відпусток був інструктором полку «Азов».
2017 року разом із сім'єю після закінчення військового контракту переїхав до Ірпеня на Київщині. Займався фермерством.
Після повномасштабного російського вторгнення долучився до оборони Ірпінської міської громади. Служив командиром першого штурмового взводу добровольчої ротно-тактичної групи «Ірпінь», відіграв важливу роль у боях на блокпостах ТЦ «Жираф» та «Караван-Гала».
Після деокупації Київщини воював на інших ділянках фронту. Загинув 9 листопада 2023 року на Сумщині.
Прощання з Олександром відбулося 16 листопада 2023 року біля крематорію Байкового кладовища. 22 листопада 2023 року труну з його прахом поховали на Алеї пам'яті захисників України на кладовищі м. Ірпіня.
Залишилися дружина та три доньки.

## Нагороди
- орден Богдана Хмельницького III ступеня (18 грудня 2023, посмертно)[джерело?];
- орден «За мужність» III ступеня (9 квітня 2015) — за особисту мужність і високий професіоналізм, виявлені у захисті державного суверенітету та територіальної цілісності України, вірність військовій присязі[6];
- почесний громадянин міста Ірпеня (4 квітня 2024, посмертно)[7];
- медаль «За заслуги перед містом Ірпінь» (2022)[4];
- нагрудні знаки «За військову доблесть» (2017), «За відвагу» (2022)[4];
- відзнака «Орден Добровольця» (2022)[4].